# Monumento al granatiere austriaco
Il monumento al granatiere austriaco è una statua in bronzo dello scultore Josef Valentin Kassin (1856-1931), eretta nel 1909 a Tarvisio in ricordo dei soldati dell'esercito del Sacro Romano Impero e, successivamente, dell'esercito imperiale austriaco, che hanno partecipato alle guerre rivoluzionarie francesi e alle seguenti guerre napoleoniche.

## Contesto storico

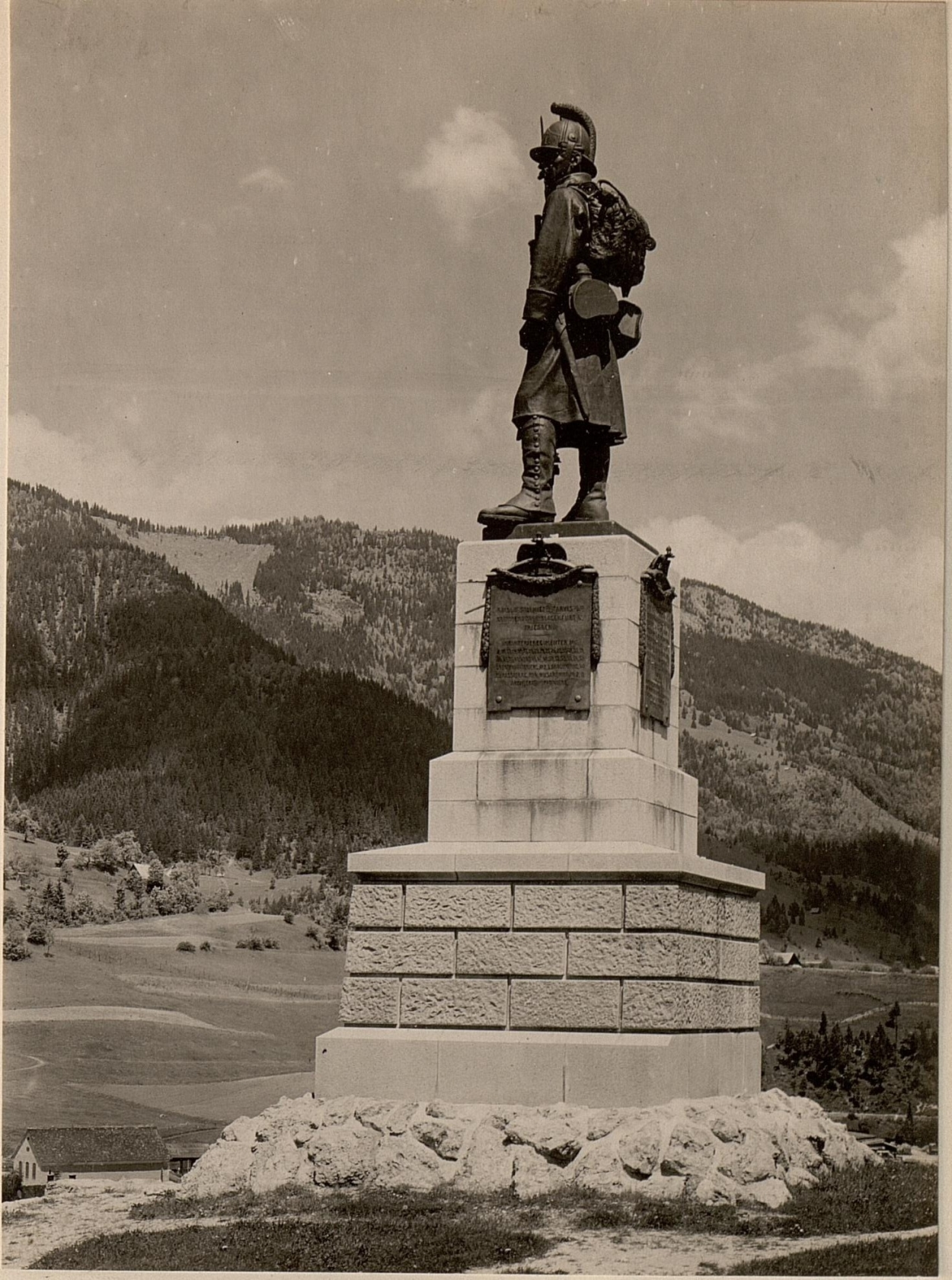
Il monumento nel 1916

Il territorio della Val Canale, appartenente al Ducato di Carinzia, fu interessato in diverse occasioni dalle campagne militari condotte dall'esercito di Napoleone Bonaparte contro gli austriaci. I primi scontri avvennero nel 1797 tra l'Armée révolutionnaire française e l'esercito del Sacro Romano Impero; la guerra della Terza coalizione si concluse nel 1805, e con la Pace di Presburgo l'intera zona venne annessa al Regno d'Italia napoleonico.
Lo scontro principale per il quale si deve l'edificazione del monumento è la battaglia di Tarvisio, combattuta nel 1809 tra la Grande Armata e l'esercito del nuovo Impero austriaco: dopo un'iniziale penetrazione austriaca in Friuli la vittoria arrise nuovamente alla Francia, che con il Trattato di Schönbrunn confermò l'annessione della zona all'Italia.
Gli scontri ripresero nel 1813 nell'ambito della guerra tra il Primo Impero francese e la Sesta coalizione. Questa volta la vittoria fu appannaggio dell'Austria, e si dovette attendere il 1814-1815 con il Trattato di Fontainebleau ed il Congresso di Vienna per il ritorno della zona all'interno dell'Impero.

## Descrizione
Il monumento venne costruito nel 1909, nel centenario della battaglia di Tarvisio, dallo scultore carinziano Josef Valentin Kassin, su uno sperone roccioso in località Boscoverde, a poca distanza dal torrente Slizza. L'intero complesso è rivolto verso ovest, in modo che la statua possa guardare la valle verso la direzione dalla quale giunse l'esercito francese.
Il monumento si compone di tre sezioni, due in gradoni lapidei che compongono il basamento più la statua vera e propria, in bronzo. La sezione centrale in pietra presenta, nelle facciate rivolte a est, nord e sud, delle placche in bronzo con indicati reparti asburgici partecipanti agli scontri.
La facciata ad ovest, invece, riporta dei rilievi in pietra che indicano le date delle principali battaglie tra austriaci e francesi nel territorio della Val Canale. Nello specifico:
- 1797 - riferimento alle battaglie della Campagna d'Italia
- 1809 - riferimento alla Battaglia di Tarvisio
- 1813 - riferimento alle battaglie della Sesta coalizione
- - stemma del Ducato di Carinzia

La statua in bronzo ritrae un granatiere in divisa, con lungo cappotto ed elmo con criniera, zaino e borraccia, che regge nella mano destra un fucile con baionetta.